# ديفيد روفين
ديفيد روفين (بالإنجليزية: David Ruffin)‏ هو مغني أمريكي، ولد في 18 يناير 1941 في ميريديان في الولايات المتحدة، وتوفي في 1 يونيو 1991 في فيلادلفيا في الولايات المتحدة.

## وصلات خارجية
- ديفيد روفين على موقع IMDb (الإنجليزية)
- ديفيد روفين على موقع الموسوعة البريطانية (الإنجليزية)
- ديفيد روفين على موقع ميوزك برينز (الإنجليزية)
- ديفيد روفين على موقع إن إن دي بي (الإنجليزية)
- ديفيد روفين على موقع أول ميوزيك (الإنجليزية)
- ديفيد روفين على موقع ديسكوغز (الإنجليزية)
- ديفيد روفين على موقع قاعدة بيانات الفيلم (الإنجليزية)